# Bianca Bianchi
Bianca Bianchi (Vicchio, 31 luglio 1914 – Firenze, 9 luglio 2000) è stata un'insegnante, politica e scrittrice italiana, ricordata per essere stata una delle 21 donne elette all'Assemblea costituente italiana.

## Biografia
Bianca Bianchi nasce nel 1914 a Vicchio, in provincia di Firenze, dove trascorre la sua prima infanzia. Alla morte del padre, fabbro del paese e attivo socialista, si trasferisce alla Rufina, presso la famiglia materna, e in seguito a Firenze per proseguire gli studi. Consegue il diploma magistrale e s'iscrive alla Facoltà di magistero. Nel 1939 si laurea con una tesi dal titolo Il pensiero religioso in Giovanni Gentile, poi pubblicata, con relatore Ernesto Codignola.
Insegnante a Genova, a Bolzaneto, poi a Cremona, incontra difficoltà e ostacoli, fino a perdere il lavoro, a causa delle divergenze coi superiori per il suo modo indipendente di condurre le lezioni, per la volontà per esempio di non ignorare la cultura e la civiltà ebraica, escluse invece dal programma didattico di stato. Accetta dunque la proposta di un incarico d'insegnante di lingua italiana in Bulgaria, dal dicembre 1941. Nel giugno 1942 torna in Italia e, dopo un breve periodo nel quale si stabilisce nuovamente alla Rufina, rientra a Firenze alla caduta di Mussolini.
Prende parte alle riunioni del Partito d'Azione, a volantinaggi antifascisti e a un trasporto di armi per i partigiani. Nel 1945 s'iscrive allo PSIUP di Giuseppe Saragat e di Pietro Nenni. Collabora a diversi giornali politici.
Alle elezioni del 2 giugno 1946 viene eletta all'Assemblea Costituente, una delle 21 donne su 556 membri, raccogliendo più del doppio dei consensi del capolista Sandro Pertini. Vive tra Firenze e Roma. Alla Costituente interviene sui problemi della scuola, delle pensioni e dell'occupazione. Nel gennaio del 1947 segue il gruppo di Saragat nella scissione di Palazzo Barberini, che dà vita al nuovo partito socialdemocratico, il PSLI, poi PSDI.
Nel 1948, candidata in Sicilia, è eletta, nella I legislatura, per la lista di unità socialista. Nel 1949 presenta la prima di una serie di proposte di legge sul tema della tutela giuridica dei figli naturali, fra l'altro al fine di render più attuabile il riconoscimento della paternità, moltiplicando le eccezioni al divieto di ricerca. Il progetto legislativo incontra notevoli resistenze, e sarà approvato solo nel 1953.
Interrotta l'esperienza politica, dagli anni cinquanta si dedica allo studio dei temi dell'educazione e alla creazione della Scuola d'Europa di Montesenario, un istituto modello per ragazzi della scuola elementare e media. Le idee che muovono quest'esperienza, per molti aspetti sperimentale e all'avanguardia, sono espresse nei saggi Amicizia per i nostri figli e L'esperienza di un'educazione nuova alla Scuola d'Europa. Negli stessi anni collabora al quotidiano "La Nazione" di Firenze, curando, fra l'altro, la rubrica "Occhio ai ragazzi", dedicata ai problemi educativi.
Dal 1970 al 1975 è consigliera comunale di Firenze, eletta nelle liste del PSDI, ricoprendo anche la carica di vicesindaca.
A partire da questi anni si dedica anche all'attività di scrittrice, con opere di carattere autobiografico. Torna ad abitare a Vicchio, "... eterno, unico, paese dell'anima, casa mia."  Muore a Firenze il 9 luglio del 2000.

## Opere
- (1940) Il problema religioso in Giovanni Gentile, Firenze, La nuova Italia (Problemi filosofici, 5)
- (1946) Parole alle donne, la vita nel socialismo, Firenze, Libreria Editrice Socialista
- (1946) Il Partito socialista e la scuola. Discorso pronunciato all'Assemblea costituente nella seduta del 22 luglio 1946, Roma, Tip. della Camera dei deputati
- (1951) Figli di nessuno, Milano, Ed. di comunità
- (1951) Non più figli di N.N., a cura dell'Ufficio stampa e propaganda del Partito socialista democratico italiano (Quaderni di propaganda. Partito socialista democratico italiano, 5)
- (1951) "Le donne e l'art.37 [intervista]", Noi donne, 45, 18 novembre 1951, p. 5
- (1952) Il sistema educativo di Maria Montessori, Firenze, Le Monnier
- (1954) Lineamenti di metodologia, Torino, Paravia (Il maestro)
- (1955) "Il fanciullo e il suo mondo di fantasia", in: Problemi della letteratura per l'infanzia in Europa. Atti delle Giornate Europee tenute in Firenze dal 27 al 30 maggio 1954, Firenze, Centro didattico nazionale di studi e documentazione, p. 44-54
- (1957) "Una nobile figura di studioso e di democratico. Gaetano Pieraccini si è spento a Firenze", Il Resto del carlino, 14 aprile 1957, p. 3
- (1960) "Sembra che tutti vedano... Vedono infatti, ma con le mani", La Giustizia, 1 novembre 1960, p. 3
- (1962) Amicizia per i nostri figli, Roma, Opere nuove (Esperienze didattiche e pedagogiche, 1)
- (1962) L'esperienza di un'educazione nuova alla Scuola d'Europa, Roma, Opere nuove (Esperienze didattiche e pedagogiche, 2)
- (1973) Milinkata, Firenze, Il fauno
- (1974) Il sole nero, Firenze, Il fauno
- (1976) Il tempo del ritorno, Selci Umbro, Stabilimento tipografico Pliniana
- (1981) Al di là del muro, cronaca di un viaggio in Ungheria, Poggibonsi, Lalli (Scrittori italiani contemporanei)
- (1989) "La politica e la donna", in Le donne e la Costituzione, atti del convegno promosso dall'Associazione degli ex-parlamentari, Roma, 22-23 marzo 1988, Roma, Camera dei deputati, p. 229-231
- (1993) Il colore delle nuvole, Firenze, Firenze libri
- (1994) Principessa, Firenze, Firenze libri
- (1995) Io torno a Vicchio, Firenze, Giorgi & Gambi
- (1997) Vivrò ancora, Firenze, Morgana
- (1998) La storia è memoria, ti racconto la mia vita, Firenze, Giorgi & Gambi (I fiorentinissimi, 1)
- (1999) Il seme della terra, Firenze, Giorgi & Gambi (I fiorentinissimi, 2)
- (1999) "Firenze, un amore incondizionato", in Ottanta voglia di raccontare, Firenze, Giunti, p. 30-34